# 아이옵스 (2015년 설립된 기업)

## 아이옵스 (IOPS)
아이옵스는 ‘Intelligent OPeratioS’의 약어로 항공우주 산업 분야 중 인공위성 전장품 시험(AIT), 운용 및 솔루션 제공 전문 기업이다. 한국 최초 항법위성 KASS의 초도 운영을 수주한 경력이 있으며, 3년 연속 한국항공우주연구원(KARI)의 패밀리기업으로 선정되어 항공우주 산업 분야 중 인공위성 운용 및 솔루션 제공 전문 기업으로 평가받고 있다. 최근 AIT분야에서 각종 컨설팅, 전기·전자 통합시험, EGSE보드 개발 및 납품을 성공적으로 수행하여 해당 사업 분야에서도 인정을 받고 있다. 현재 150명 이상의 직원이 근무 중이며, 연구센터와 지역별 전문 위성 운영 인력풀을 보유 중이다. 한국항공우주연구원의 Spin Off 기업이며, 항우연 연구원 내부에 위치하였었지만, 2024년 5월 대전시 중심지인 서구 월평동으로 사옥을 이전하였다. 사옥 이전과 함께 분리되어 있던 연구센터와 관제센터를 한곳에 모아 향후 사업 발전이 기대되는 회사이다.

## 창립 배경
2005년부터 2015년까지 카스타가 항우연의 대행으로 맡아왔던 관제시스템의 업무를 이어받아 해당 위성 운영 인력들을 모두 흡수하여 한국항공우주연구원의 Spin Off 기업으로 2015년 창업하여 2020년 항우연 연구원 출신인 김영욱 대표가 CEO를 맡고 있다. 

## 주요 사업
한국항공우주연구원, 한국천문연, 한국해양과학기술원 등 대한민국 국가기관의 위성사업 용역수주를 주된 사업으로 진행하고 있으며, 대형 민간 항공 우주기업과도 다양한 항공우주산업의 협업을 이어가고 있다.

### 인공위성 지상시스템 시험 및 운영
10년 이상의 위성 운영 경험으로 모든 유형의 위성 운영이 가능하며 초기부터 정상 운영까지 모든 단계의 종합 솔루션이 제공 가능하다. 365일 24시간 운영되는 서비스로 즉각적인 대처가 가능하며 유기적인 위성 운영 솔루션을 제공하고 있다. 위성과 탑재체의 임무 및 명령계획을 수립하여 위성 연료량 계산, 궤도 예측, 기동 계획 수행 등을 진행한다.

### 위성 전장품 개발 및 조립/시험
쏘아 올린 순간 유지보수를 할 수 없는 위성의 특성상 안전하고 효율적인 위성 제작을 위해 내부에 들어가는 전장품들의 개발과 환경시험, 조립을 제공하고 있다. 진동, 소음, 열 진공, 조립 전 부품 시험까지 우주 환경에 맞춘 시험을 진행하여 위성의 안정적인 완성을 위한 서비스를 제공하고 있다. 최근 위성의 본체, 탑재체 전자 통합시험은 물론 전장품 개발, EGSE 개발 컨설팅 및 개발, 대여사업을 추진하는 등 AIT 분야에서도 전문성을 살려 사업을 진행중이다. 

### 한국형 항공위성 서비스(KASS) 초도운영 및 유지관리
한국의 지리에 맞춘 고정밀, 고신뢰성 위성항법 시스템으로 보다 정확한 위치, 항법, 시각 정보를 측정할 수 있는 서비스가 한국형 항공위성 서비스이다. 이 프로젝트의 위성 중 하나인 항공위성 1호의 초도 운영 및 유지관리를 맡아 안정적으로 진행 중에 있다.

### 지상국 대행 서비스 플랫폼 아이옵스 스페이스(IOPS SPACE)
아이읍스의 기술의 집약체라고 불릴 수 있는 지상국을 통한 위성의 자료 수신 및 위성 임무 제어 대행 웹 기반의 플랫폼 서비스인 아이옵스 스페이스는 B2B가 아닌 B2C로 운영되어 누구나 쉽게 자신이 원하는 위성의 정보만을 입력하면 원하는 스케줄 목록 안에서 사용한 만큼의 비용만 내고 위성 임무 제어가  가능하다. “Explore your space at home’이라는 모토를 가지고 2024년 10월 중 론칭을 앞두고 있다. 

### 시스템/ 네트워크 시험 및 구축
기업별, 산업별로 요구하는 위성의 목적과 인프라가 다르기 때문에 기업의 환경과 요구사항을 바탕으로 최적의 설계와 구축을 제공하며 운영 및 기술 지원 인력까지 제공하고 있다. 또한, 원활한 시스템 이용을 위한 하드웨어 및 소프트웨어를 최상의 상태로 유지보수하며 365일 24시간 무중단으로 지원하고 있다. 사업의 확장으로 인한 시스템 확장 및 신규 구축을 위한 컨설팅 또한 제공하고 있으며 보안강화를 위한 망 분리 솔루션을 제공하고 있다. 

### 지상국 구축 서비스
뉴스페이스 시대의 민간 주도 위성 시장 확대를 위해 위성과의 교신에 필요한 지상국 안테나 설치와 시스템을 구성하는 소프트웨어를 개발하여 원스탑 솔루션을 제공하고 있다. 민간기업들의 초소형 위성 수요에 부합하는 안테나 시스템과 효율적인 위성 운영을 위한 인프라를 구축하고 있으며, 위성 운영 교육부터 기술 개발용 테스트 베드 등 다목적으로 활용 가능한 인프라를 구축하여 다양한 사업 확장의 발판을 제공하는 서비스이다. 위성 운영 소프트웨어는 위성의 종류와 상관없이 사용할 수 있는 높은 범용성을 가진 운영 소프트웨어를 지원하고 있다. 현재 사천 지역에 아이옵스의 안테나 1기(2024년 10월 완공 예정)와 안테나 팜을 구축 예정이다(2025년 구축 예정)

## 최근 동향

### 뉴스기사
- 2024년 07월 22일 ㈜아이옵스, 2024년 초격차 스타트업 1000+ 선정
- 2024년 7월 31일 아이옵스-카이스트-베트남 하노이 과학기술대학, 위성시스템 기술 전문대학원 신설 MOU
- 2024년 6월 7일 아이옵스, 3년 연속 한국항공우주연구원 패밀리 기업 선정
- 2024년 6월 7일 위성 지상국 운영·조립통합시험 기업 ㈜아이옵스, 신사옥 이전
- 2023년 6월 7일 아이옵스, 대전 테크노파크에 ‘지능형 우주 관제센터’ 개소
- 2023년 6월 23일 인공위성 토탈솔루션 전문 `아이옵스`, 직무발명보상 우수기업 선정

### 특허
- 저궤도위성 운용 시스템 및 그 방법 (등록번호_10-2467511)
- 군집위성 운용 시스템 및 그 교신스케줄링 방법 (등록번호_10-2504282)
- 군집위성 운용 시스템 및 그 교신 결정 방법 (등록번호_10-2536405)
- 위성 촬영 제어장치 및 이를 이용한 태양 정반사 회피 방법(등록번호_10-2704955)
- 다중 촬영계획 최적화 장치 및 그 방법(등록번호_10-2704966)
- 대량의 그래픽데이터의 고속디스플레이장치 및 그 방법(등록번호_10-2704964)

## 연혁
- 2024 사옥 이전(항우연 내 부속 연구시설 => 대전 서구 월평중로 30 트리플 타워)

- 2024 초격차 스타트업 육성사업(DIPS 1000+) 항공우주분야 기업 선정
- 2024 KARI “한국형 항공위성서비스(KASS) 초도운영 및 관리” 용역 사업 수주
- 2024 한국항공우주연구원 패밀리 기업 선정(3년)
- 2024 경남도청 항공우주산업 MOU 체결

- 2023 한국항공우주연구원 패밀리 기업 선정(2년)
- 2023 특허등록(2건)/출원(15건)
- 2022 한국항공우주연구원 패밀리 기업 선정(1년)
- 2022 정보통신공사업 발전 기여 기업 한국통신공사협회장 표창
- 2022 유망중소기업 및 강소기업 인증
- 2022 국가생산성대회 4차 산업혁명 선도기업부문 산업통상자원부장관 표창

- 2021 벤처기업 및 이노비즈(기술혁신 중소기업) 인증
- 2021 기업부설연구소 인증 및 설립
- 2021 대전 뉴스페이스 협의체 기업 선정
- 2020 ISO 9001:2015 인증
- 2014~2019 ISO 9001:2008 인증
- 2014 카스타 10년 경력의 위성운영 사업 전인력 아이옵스 전환 및 창립

## 담당 운영 위성

#### 저궤도위성
- NEXTSat-1

- 아리랑2호 (KOMPSAT-2)
- 아리랑3호 (KOMPSAT-3)
- 아리랑5호 (KOMPSAT-5)
- 아리랑3A호 (KOMPSAT-3A)
- 차세대중형위성 (CAS500-1)

#### 정지궤도위성
- 천리안1호 (COMS/MI)
- 천리안2A호 (GK-2A)
- 천리안 2B호 (GK-2B)
- 항공위성 1호 (Measat-3D)

#### 달탐사선
- 다누리 (KPLO)

## 사업 소재지
본 소재지인 대전을 포함하여 전국에 여러 시험/운영 사업장이 위치해있다.
- 대전 (위성 시험 및 운영)
- 사천 (위성 시험 및 운영 예정)
- 청주 (항공위성 서비스 운영)
- 부산 (한국해양과학기술원 위성 운영)
- 제주도 (국가위성통합운영센터 위성 운영)

1. ↑  “KASS”. 2022년 6월 22일.